# »Velikih pet« afriških divjih živali
V Afriki predstavlja pet velikih divjih živali lev, leopard, črni nosorog, afriški savanski slon in kafrski bivol. Izraz so skovali lovci na veliko divjad in se nanaša na pet živali, ki jih je v Afriki najtežje loviti peš , zdaj pa ga pogosto uporabljajo tudi organizatorji safari potovanj.
Na izdajah južnoafriških bankovcev randov iz leta 1990 in pozneje, je na vsakem apoenu prikazana druga velika žival.
Vsaka od petih velikih je primer karizmatične megafavne, ki ima pomembno vlogo v popularni kulturi in je med najbolj znanimi velikimi živalmi v Afriki.
Države, kjer je vse mogoče najti, so Angola, Bocvana, Zambija, Uganda, Namibija, Republika Južna Afrika, Kenija, Tanzanija, Zimbabve, Demokratična republika Kongo, Ruanda in Malavi.

## Vrste

### Afriški savanski slon
Afriški savanski slon (Loxodonta africana) je zelo velik rastlinojedec z debelo kožo, skoraj brez dlake, ima dolg, prožen, oprijemalen rilec; zgornji sekalci tvorijo dolge, ukrivljene okle iz slonovine in velika pahljačasta ušesa. Njegov najbližji živi sorodnik je afriški gozdni slon (Loxodonta cyclotis). Slone je težko loviti, ker se kljub veliki velikosti lahko skrijejo v visoki travi in bolj verjetno je, da ga boste srečali kot druge od velike peterice. Postanejo agresivni, ko se njihove mladiče zlorablja ali je njihov pogled na mlade blokiran.

### Črni nosorog
Črni nosorog (Diceros bicornis) je velik rastlinojedec z dvema pokončnima rogovoma na nosnem mostu. Njegova debela (1,5–5 cm) zaščitna koža je sestavljena iz plasti kolagena, razporejenega v mrežasto strukturo, ki jo je zelo težko preluknjati. Ker je zdaj kritično ogrožen, je lov izjemno omejen. V kontekstu lova na veliko divjad v Afriki se izraz "nosorog" lahko nanaša tudi na belega nosoroga (Ceratotherium simum), toda med lovci na veliko divjad je črni nosorog bolj cenjen.

### Kafrski bivol
Kafrski bivol (Syncerus caffer) je veliko rogato govedo. Je edina žival med Velikimi petimi, ki ni na seznamu »ogroženih«. za kapskega bivola (Syncerus caffer caffer) mnogi menijo, da je za lovce najbolj nevaren od vseh petih velikih: znano je, da ranjeni bivoli čakajo v zasedi in napadajo svoje zasledovalce.

### Lev
Lev (Panthera leo) je velika mesojeda mačka, ki jo najdemo v Afriki in severozahodni Indiji. Ima kratko, rjavo dlako; čopast rep; samec pa težko grivo okoli vratu in ramen. Levi so za lovce zaželeni zaradi zelo resnične nevarnosti, ki je povezana z lovom nanje.

### Leopard
Leopard (Panthera pardus) je velika mesojeda mačka. Dlaka je lahko črna ali rjava s temnimi oznakami v obliki rozete. Zaradi nočnih navad (najbolj aktiven je med sončnim zahodom in sončnim vzhodom, čeprav na nekaterih območjih lahko lovi tudi podnevi) in ker je previden do ljudi, je leopard najtežji za lov. Leoparde lahko najdemo na traviščih savane, v grmičevju in gozdnatih območjih v Afriki. Med velikimi petimi je najtežje pridobiti lovsko dovoljenje.

## Status zavarovanja
Afriška velika petorica je v zadnjih letih postala velika skrb za naravovarstvenike. Afriški lev in afriški leopard sta tako razvrščena kot ranljiva vrsta. Afriški savanski slon je od leta 2021 uvrščen na seznam IUCN kot prizadeta vrsta. Južni beli nosorog je razvrščen kot skoraj ogrožen, medtem ko je črni nosorog razvrščen kot skrajno ogrožena vrsta, zato je lov nanj močno omejen. Kafrski bivol je najbolj priljubljen od velikih pet za lov, saj je njegov status ohranjenosti "Najmanj ogrožena vrsta", vendar doživlja upad populacije na nenadzorovanih območjih zaradi krivolova in urbanizacije.